# Cattedrale di Cristo (Oxford)
La cattedrale di Cristo (in inglese: cathedral church of Christ) è il principale luogo di culto anglicano di Oxford, sede vescovile della diocesi di Oxford e cappella universitaria dell'omonimo collegio dell'università di Oxford.

## Storia
Fu costruita in stile tardo romanico e completata nel XVI secolo. In origine fu la chiesa del monastero di Santa Fridesvida degli agostiniani, dove si rivendicava fossero custodite le reliquie di santa Fridesvida, patrona di Oxford.
Nel 1522 il monastero venne ceduto al cardinale Thomas Wolsey, che lo scelse come sede di un nuovo collegio, fondato nel 1529 dal re Enrico VIII d'Inghilterra. Nel 1546 Enrico VIII vi trasferì la sede del vescovo di Oxford (diocesi eretta nel 1542 dallo stesso Re), che fino ad allora era stata l'abbazia di Osney. Da questo momento il titolo ufficiale della chiesa è Ecclesia Christi Cathedralis Oxoniensis, come riportato nel documento di fondazione da parte del re.
Dal 1526 vi era stato istituito un coro, guidato dal compositore e organista John Taverner e lo statuto del collegio menziona sedici coristi e trenta preti cantori.

## Descrizione

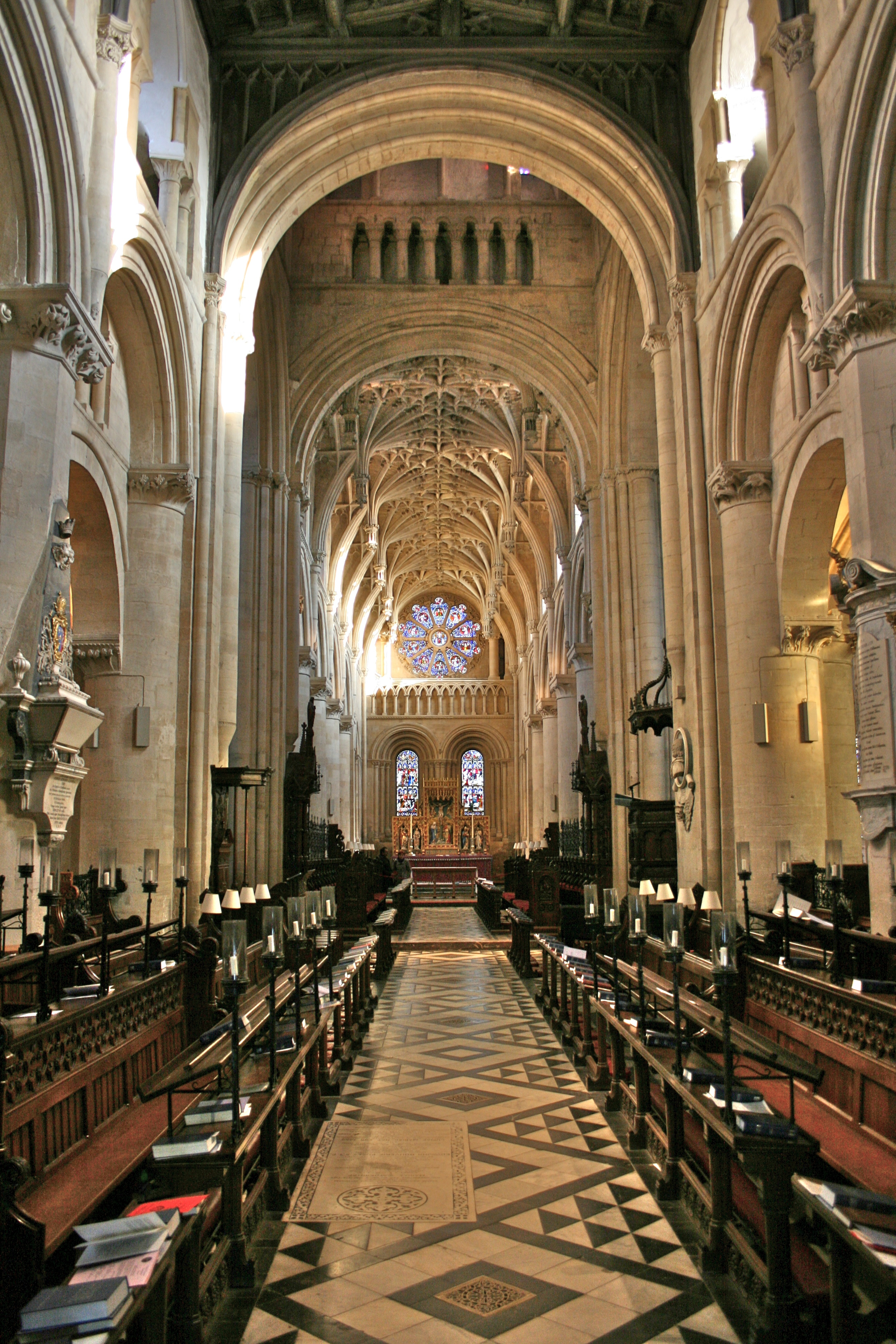
Interno della cattedrale di Oxford

La navata centrale, il coro, la torre principale e il transetto sono del tardo stile romanico normanno, ma elementi architettonici più tardi arrivano ad essere influenzati dal gotico flamboyant, come il presbiterio realizzato da William Orchard.
Nella cappella di Lucia, del transetto sud, si trova il monumento sepolcrale di sir Henry Gage (1597-1645) e nella navata centrale si trova il monumento del vescovo e filosofo George Berkeley.
Sulla cantoria in controfacciata si trova l'organo a canne, costruito nel 1978-1979 dalla ditta austriaca Rieger riutilizzando la cassa seicentesca dello strumento precedente, realizzato da Bernard Smith nel 1680 e successivamente più volte modificato. A trasmissione meccanica (servoassistita elettricamente per i registri) dispone di 43 registri su quattro manuali e pedale.